# Robert Fritsch
Robert Attila Fritsch (ur. 29 grudnia 1994) – węgierski zapaśnik walczący w stylu klasycznym. Wicemistrz świata w 2023; ósmy w 2022. Złoty medalista mistrzostw Europy w 2022 i brązowy w 2021, a także akademickich MŚ w 2018.
Wicemistrz świata w 2017 i Europy U-23 w 2017 roku.